# George Wood (football)
Pour les articles homonymes, voir Wood.
George Wood, né le 26 septembre 1952 à Douglas (Écosse), est un footballeur écossais, qui évoluait au poste de gardien de but à Everton et en équipe d'Écosse.

## Carrière
- 1970-1971 : East Stirlingshire
- 1971-1977 : Blackpool FC
- 1977-1980 : Everton
- 1980-1983 : Arsenal
- 1983-1987 : Crystal Palace
- 1987-1990 : Cardiff City
- 1989-1990 : Blackpool FC
- 1990-1991 : Hereford United
- 1991-1992 : Merthyr Tydfil
- 1992-1997 : Inter Cardiff

## Palmarès

### En équipe nationale
- 4 sélections et 0 but avec l'équipe d'Écosse entre 1979 et 1982.